# Ferrara Ensemble
Ferrara Ensemble es un grupo de música antigua dedicado principalmente a la interpretación de música de los siglos XIV y XV, periodo que se corresponde con el final de la Edad Media y comienzos del Renacimiento. Fue fundado en 1983, en Basilea, por su director: el estadounidense Crawford Young (laúd, guitarra renacentista).
Entre los miembros que han pasado por el grupo a través de los años, tenemos: Miriam Andersen (soprano, arpa), Kathleen Dineen (soprano), Lena Susanne Norin (alto), Petter Johansen (tenor), Eric Mentzel (tenor), Reiner Schneider-Waterberg (barítono), Stephen Grant (barítono), Carol Schlaiker, David Cordier, Harry Geraerts, Randall Cook (viola de arco, viela, fídula, shawm, bombarda), Karl-Heinz Schickhaus (dulcimer), Marion Fourquier (arpa), Norihisa Sugawara (fídula, laúd), Ralf Mattes (salterio, dolce melos), Debra Gomez (arpa), Ralf Mattes (laúd), Katarina Arfken (bombarda), Lorenz Welker (trompeta), Carles Mas (flauta y tambor), Timo Peedu (laúd), Veli-Markus Tapio (viola), Brigitte Gasser (viola)

## Discografía
- 1988 - Agricola: Chansons. Deutsche Harmonia Mundi 77038.
- 1989 - Forse che si, forse che no. Musique de danse du Quattrocento. Fonti Musicali fmd 182.
- 1991 - Hildebrandston. Chansonniers Allemands du XVe siècle. Arcana 35.
- 1994 - Balades a III. Chansons de Johan Robert "Trebor", Baude Cordier, Matteo da Perugia, Antonio da Cividale, Magister Grimace, et al. Arcana 32.
- 1996 - Fleurs de vertus. Chansons subtiles à la fin du XIVè siècle. Arcana A40.
- 1997 - En doulz chastel de Pavie. Chansons à la cour des Visconti, 1400. Harmonia Mundi 905241.
- 1998 - Mercy ou mort. Machaut: Chansons & motets d'amour. Arcana 305.
- 1999 - The Whyte Rose. Poétique anglo-bourguignone au temps de Charles le Téméraire. Arcana A301.
- 2002 - Northerne Wynde. Music of Walter Frye. Marc Aurel Edition MA 20018.

Recopilaciones junto con otros grupos:
- 2002 - Early Music 2002. Various performers from Marc Aurel catalogue. Marc Aurel Edition MA 20020.
- 2005 - Ars subtilior: Dawn of the Renaissance. Harmonia Mundi